# Tournoi de France (tennis)
Pour les articles homonymes, voir Tournoi de France.

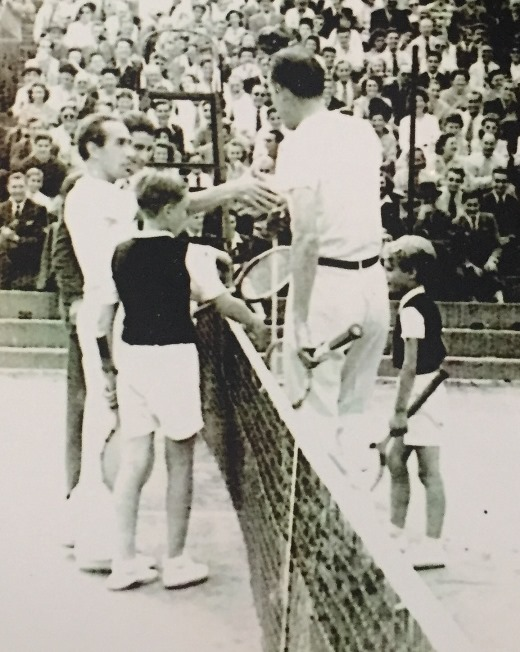
Henri Cochet, Serge Rigault, Bertrand Rigault et Yvon Petra à Roland Garros en aout 1944.

Le Tournoi de France, est un nom donné rétroactivement au tournoi de tennis des Championnats de France qui s'est tenu annuellement à Roland-Garros entre 1941 et 1945 pendant la Seconde Guerre mondiale. Du fait du contexte de guerre, seuls des joueurs Français et quelques étrangers purent y participer. Également connu sous le nom de Championnat de France de la zone occupée, les vainqueurs recevaient le titre de champion de France.
Après la libération, cette reprise en temps de guerre d'un tournoi d'avant-guerre qui a eu lieu dans la zone occupée a cessé d'être reconnu comme faisant partie du palmarès officiel des Internationaux de France. En effet, l'organisateur du tournoi, la Fédération française de tennis (FFT), déclare que les années 1941-1945 ont été une période où le tournoi avait été « annulé »,. Cependant, ce tournoi conserve une dimension historique importante,. 
Bien que ces tournois ne sont pas passés à la postérité, ils connurent un certain succès à l'époque. Les matchs se déroulant sur le court central attiraient parfois près de 10 000 spectateurs. Les meilleurs joueurs français de l'époque que sont Yvon Petra et Bernard Destremau ont remporté toutes les compétitions en simple. La première édition en 1941 voit l'affrontement en finale entre un amateur (Destremau) et un professionnel (Ramillon), ce qui en temps normal n'était pas permis.

## Palmarès messieurs

### Simple
| Année | Vainqueur         | Finaliste         | Score                   |         |
| ----- | ----------------- | ----------------- | ----------------------- | ------- |
| 1941  | Bernard Destremau | Robert Ramillon   | 6-4, 2-6, 6-3, 6-4      |         |
| 1942  | Bernard Destremau | Christian Boussus | 5-7, 6-4, 6-4, 6-1      | Tableau |
| 1943  | Yvon Petra        | Henri Cochet      | 6-3, 6-3, 6-8, 2-6, 6-4 | Tableau |
| 1944  | Yvon Petra        | Marcel Bernard    | 6-1, 4-6, 4-6, 7-5, 6-2 | Tableau |
| 1945  | Yvon Petra        | Bernard Destremau | 7-5, 6-4, 6-2           |         |

### Double
| Année | Vainqueurs                          | Finalistes                     | Score                   |
| ----- | ----------------------------------- | ------------------------------ | ----------------------- |
| 1941  | Christian Boussus Bernard Destremau | Robert Ramillon Georges Zafiri | 7-5, 6-3, 5-7, 6-4      |
| 1942  | Bernard Destremau Yvon Petra        | Henri Cochet Paul Féret        | 6-3, 6-4, 10-8          |
| 1943  | Marcel Bernard Yvon Petra           | Christian Boussus Henri Cochet | 6-3, 7-5, 5-7, 6-4      |
| 1944  | Marcel Bernard Yvon Petra           | Henri Bolelli Henri Pellizza   | 6-1, 1-6, 6-3, 6-2      |
| 1945  | Henri Cochet Pierre Pellizza        | Bernard Destremau Yvon Petra   | 2-6, 6-4, 8-6, 3-6, 6-0 |

## Palmarès dames

### Simple
| Année | Vainqueure               | Finaliste                | Score    |         |
| ----- | ------------------------ | ------------------------ | -------- | ------- |
| 1941  | Alice Weiwers            | Anne-Marie Seghers       | 6-3, 6-0 |         |
| 1942  | Alice Weiwers            | Lolette Payot-Dodille    | 6-4, 6-4 |         |
| 1943  | Simone Iribarne-Lafargue | Alice Weiwers            | 6-1, 7-5 |         |
| 1944  | Raymonde Veber-Jones     | Jacqueline Patorni       | 6-4, 6-2 | Tableau |
| 1945  | Lolette Payot-Dodille    | Simone Iribarne-Lafargue | 6-3, 6-4 |         |

### Double
| Année | Vainqueures                             | Finalistes                                   | Score         |
| ----- | --------------------------------------- | -------------------------------------------- | ------------- |
| 1941  | Alice Weiwers Cosette Saint-Omer Roy    | Aimée Charpenel-Cochet Mlle Vivès            | 6-3, 6-4      |
| 1942  | Alice Weiwers Cosette Saint-Omer Roy    | Simone Kleinadel Paulette Mellerio           | 7-5, 5-7, 6-2 |
| 1943  | Alice Weiwers Cosette Saint-Omer Roy    | Geneviève Grosbois Claude Manescau           | 3-6, 9-7, 7-5 |
| 1944  | Geneviève Grosbois Claude Manescau      | Henriette Morel Deville Jacqueline Marcellin | 6-0, 2-6, 6-2 |
| 1945  | Paulette Fritz Simone Iribarne-Lafargue | Myrtil Brunnarius Simonne Mathieu            | 6-3, 6-1      |

## Palmarès mixte
| Année | Vainqueurs                                | Finalistes                                  | Score         |
| ----- | ----------------------------------------- | ------------------------------------------- | ------------- |
| 1941  | Robert Abdesselam Alice Weiwers           | Roger Dessair Suzanne Pannetier             | 6-2, 6-4      |
| 1942  | Pierre Pellizza Simone Iribarne-Laffargue | Robert Abdesselam Alice Weiwers             | 6-0, 6-2      |
| 1943  | Pierre Pellizza Alice Weiwers             | Georges Grémillet Simone Iribarne-Laffargue | 6-3, 6-1      |
| 1944  | Antoine Gentien Suzanne Pannetier         | Paul Féret Jacqueline Patorni               | 6-3, 7-5      |
| 1945  | André Jacquemet Lolette Payot-Dodille     | Roger Dubuc Anne-Marie Seghers              | 4-6, 6-1, 6-1 |

### Sources
- 1941 : Jacques Goddet, « La volonté de vaincre est devenue le plus puissant atout de Destremau… et Ramillon dut s'incliner », L'Auto, no 14778,‎ 4 août 1941, p. 1 et 3 (lire en ligne) ;
Jean Samazeuilh, « Bernard Destremau, champion de la zone occupée, confirme, aux dépens du Cannois Ramillon, sa victoire sur Cochet et devient champion de France de tennis, toutes zones », Le Miroir des sports, no 18,‎ 4 août 1941, p. 8 (lire en ligne) ;
Charles Gondouin, « Destremau s'est révélé tacticien et accrocheur », Tous les Sports, hebdomadaire du CNS, Paris, no 6,‎ 9 août 1941, p. 4 (Article en ligne sur Gallica, consulté le 24 avril 2020).
- 1942 : Maurice Blein, « Comme en 1941, Destremau et Alice Weivers ont gagné toutes les épreuves », L'Auto, no 15183,‎ 3 août 1942, p. 1 (lire en ligne) ;
Georges Bruni, « L'actualité : Le Tournoi de Tennis », Tous les Sports, hebdomadaire du CNS, Paris, no 57,‎ 8 août 1942, p. 1 (Article en ligne sur Gallica, consulté le 24 avril 2020) ;
« Destremau et Mlle Weivers favoris en finale des simples », Paris-Midi, Paris, no 5127,‎ 2 août 1942, p. 4 (Article en ligne sur Gallica, consulté le 24 avril 2020).
- 1943 : Maurice Blein, « Yvon Petra et Mme Laffargue, non sans mal ni mérite, ont "décroché" leur premier titre de simple », L'Auto, no 15488,‎ 2 août 1943, p. 1 (lire en ligne).
- 1944 : Maurice Blein, « Grâce à son courage, Y. Pétra conserve son titre… mais Marcel Bernard fût à deux points de la victoire ! », L'Auto, no 15799,‎ 7 août 1944, p. 1 et 2 (lire en ligne) ;
Albaret, « A Pétra et à Mlle Veber les simples du Tournoi de France », Paris-Midi, Paris, no 5745,‎ 6 août 1944, p. 2 (Article en ligne sur Gallica, consulté le 24 avril 2020).
- 1945 : Guy Billières, « Du troisième titre d'Yvon Pétra aux deux succès de Mme Dodille-Payot », Combat, no 365,‎ 7 août 1945, p. 2 (lire en ligne).